# 촐티어

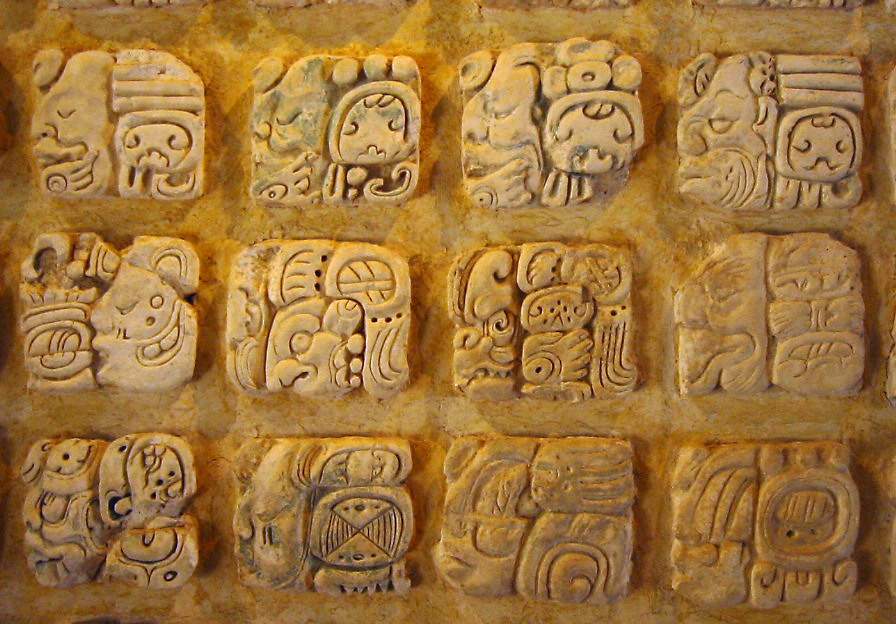

촐티어(Chʼoltiʼ)는 과거에 과테말라 동부와 벨리즈 남부의 원주민인 만체촐족이 사용했던 마야어족 언어이다. 지금은 사멸했다. 식민화 이후 촐티어의 모습에 관한 유일한 자료는 1685년과 1695년 사이에 쓰인 문서로, 대니얼 개린슨 브린턴이 처음 연구하였다. 촐티어는 마야어족의 촐어파에 속하고, 촌탈 마야어나 특히 초르티어와 가까운 관계이다. 촐티어는 마야 상형문자 연구에 중요한 참고 자료가 되는데, 마야 문자 기록의 대부분은 촐티어의 오래된 형태인 고전 촐티어, 즉 고전 마야어로 쓰였기 때문이다. 마야 문명 고전기에 고전 촐티어는 마야 지역 전체에 걸쳐 위세 방언의 지위를 누렸다고 여겨진다.

## 같이 보기
- 초르티어
- 고전 마야어

## 참고 문헌
Brinton, Daniel G. (1869). “A Notice of some Manuscripts in Central American Languages”. 《The American journal of science》. Ser. 2 v.47: 222–230.
Fought, John (1984). 〈Choltí Maya: A sketch〉.   Munro S. Edmonson (Volume ed.). 《Supplement to Handbook of Middle American Indians, Vol. 2: Linguistics》. Victoria R. Bricker (General Editor). Austin: University of Texas Press. 43–55쪽. ISBN 0-292-77577-6.
Kettunen, Harri; Christophe Helmke (2005). 《Introduction to Maya Hieroglyphs》 (PDF). Wayeb and Leiden University. 2006년 10월 10일에 확인함.
Houston, Stephen D.; John Robertson; David Stuart (2000). “The Language of Classic Maya Inscriptions”. 《Current Anthropology》 41 (3): 321–356. doi:10.1086/300142. ISSN 0011-3204. PMID 10768879.